# Phare d'Hyllekrog
Le phare d'Hyllekrog  (en danois : Hyllekrog Fyr) est un phare au Danemark. Il est situé au sud de Lolland, sur un isthme étroit de 5,5 km de long et 75,3 hectares de superficie nommé Hyllekrog, d’où son nom,.

## Caractéristiques
Le phare a été construit et mis en service en 1905,,, sur un terrain qui avait été acheté par Lungholm sur la presqu'île d'Hyllekrog, pour mettre en garde contre le dangereux banc de sable de Rødsand, en raison de l’échouement de plusieurs navires. C’est une tour, en maçonnerie de section carrée, de 18 mètres de haut,, qui se dresse avec de l’eau des deux côtés. La hauteur du feu est de 19 m,,, soit presque égale à celle du bâtiment. Le phare a été construit en même temps qu’une résidence pour le gardien de phare,,.
Le phare était équipé d’un appareil à lentille rotative, avec un manchon à incandescence alimenté au kérosène. Il a été en fonctionnement de 1905 à 1971,. Durant ses 66 ans de service, plusieurs navires se sont échoués pour l’avoir confondu avec le bateau-phare de Gedser.
Le phare a été fermé en 1971,,,, et a d’abord connu un triste sort,. La lentille, la lumière et le moteur ont été déplacés au phare de Christiansø,. Pendant un certain nombre d’années, le phare d’Hyllekrog a servi de vigie pour la navigation dans la région, en particulier en provenance d'Europe de l'Est. Un laid (aux yeux de beaucoup) balcon de surveillance a été construit,. Le poste d’observation a été fermé en 1991. Peu de temps après, la maison du gardien du phare a été démolie,,, ainsi que le poste de guet. La tour a été laissée à l’abandon, de plus en plus délabrée et tombant en ruine. Ses portes et fenêtres ont été murées.

## Tourisme
Le phare a été racheté en 2011 par l’Agence danoise des forêts et de la nature,, qui l’a rénové et repeint de frais, en 2012, et l’a ouvert au public avec un accès gratuit. L’accès n’est possible qu’à pied. Il est possible de se garer sur Lyttesholmvej, juste avant le début du banc de sable, et de marcher 4 à 5 km, le long de la plage, d’où l’on peut voir le parc éolien tout proche. Une porte coulissante empêche les vaches et autres animaux en liberté d’entrer dans le phare. L’accès des visiteurs se fait à leurs risques et périls, et il ne peut y avoir que six personnes à la fois dans le phare. Il est conseillé d’apporter une lampe de poche, pour éviter de faire l’ascension dans l’obscurité. Dans le phare, il y a une petite exposition, avec des informations sur le phare, l’histoire naturelle et la faune de la région, qui offre de nombreuses espèces d’oiseaux différentes, ainsi que des phoques gris et des vaches,. On peut monter jusqu’en haut de la tour et l’ancien emplacement de la lanterne, et profiter de la belle vue sur la région,,, (une grande paire de jumelles est placée tout en haut) qui mérite bien la randonnée de 10 km aller-retour.
Le phare est situé dans une zone de protection des oiseaux (le sanctuaire d'oiseaux de Saksfjed-Hyllekrog) dont l’accès est interdit pendant la saison de reproduction des oiseaux, du 1er mars au 15 juillet,,,,,. Hyllekrog est une zone protégée, en partie en raison de son énorme importance pour les oiseaux migrateurs et au repos, et en partie en raison de sa flore particulière. À l’automne, les oiseaux migrent des pays au nord du Danemark vers les pays plus chauds du sud pour trouver de la nourriture. Au printemps, ils reviennent dans les zones de reproduction au nord. Chaque automne, d’août à octobre, des milliers d’oiseaux de proie traversent la région de Hyllekrog. Lors de leur migration vers le sud, ils doivent survoler la haute mer jusqu’au nord de l’Allemagne. Ils ne survolent la mer que s’ils peuvent voir la terre devant eux. La circulation sur le promontoire n’est donc autorisée qu’en dehors de la saison de reproduction, c’est-à-dire du 16 juillet au 28 février. En plus de la fermeture de la route, il est important que les marins ne débarquent pas sur les îles inhabitées et l’isthme, afin que les oiseaux et les phoques aient la paix pour se reproduire.